# Carrefour du 28-Août
Pour les articles homonymes, voir Vingt-Huit-Août.

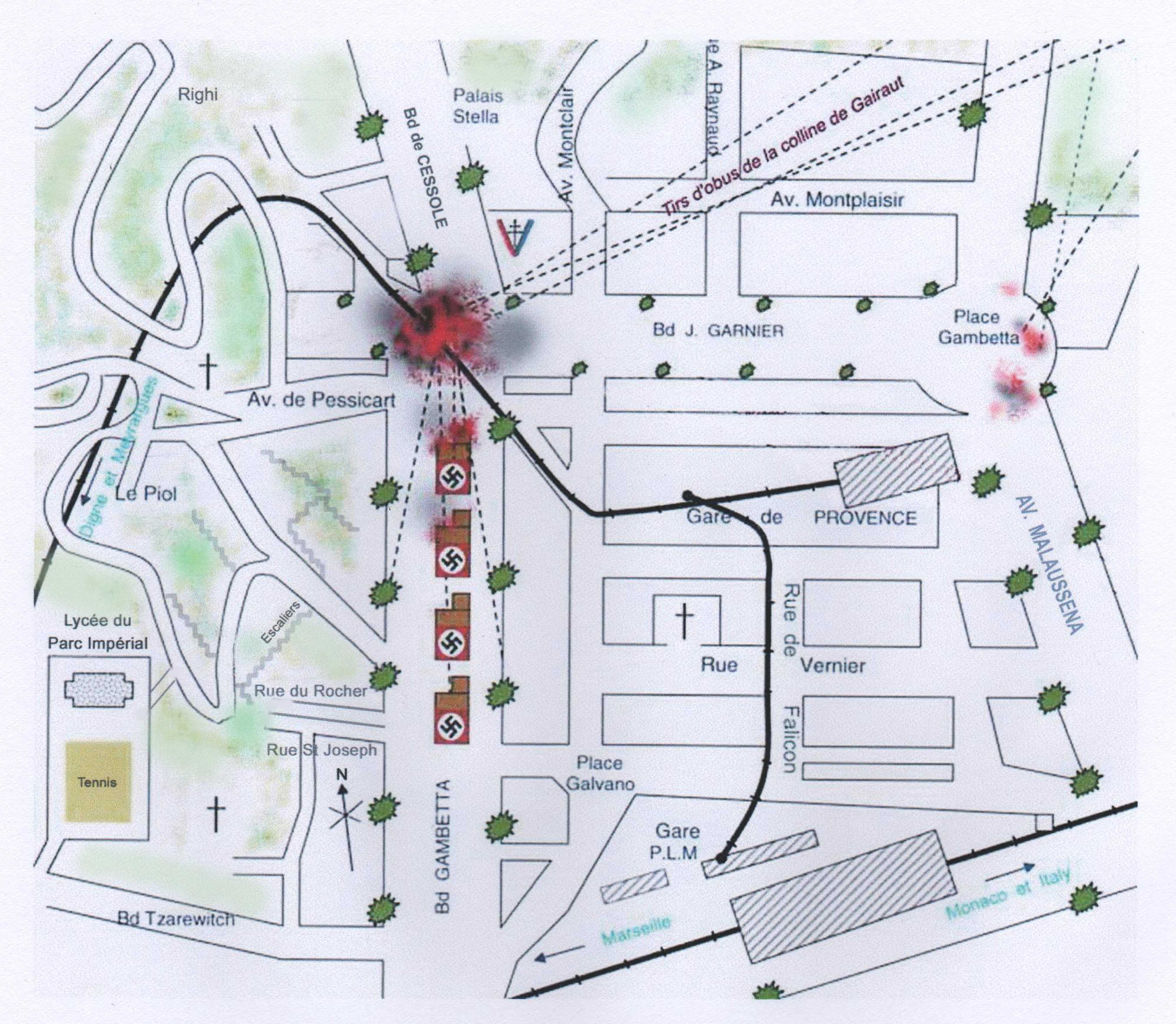
Aperçu des hostilités près de la gare des chemins de fer de Provence, le 28 août 1944, à la Libération de Nice.

Le carrefour du 28-Août ou carrefour du Vingt-Huit-Août, à Nice (Alpes-Maritimes), est un odonyme attribué, après la Seconde Guerre mondiale, à la voie urbaine qui fut, en 1944, le lieu du début de l'insurrection niçoise  contre l’occupation étrangère. C'est un des principaux lieux d'affrontement durant la libération de Nice.
Le carrefour est traversé par la voie ferrée des Chemins de fer de Provence reliant Nice à Digne et à Meyrargues, jadis munie de barrières, d’où son appellation, souvent, de carrefour du « passage à niveau ».
En Provence, le deuxième débarquement venait d’avoir lieu.

## J-1

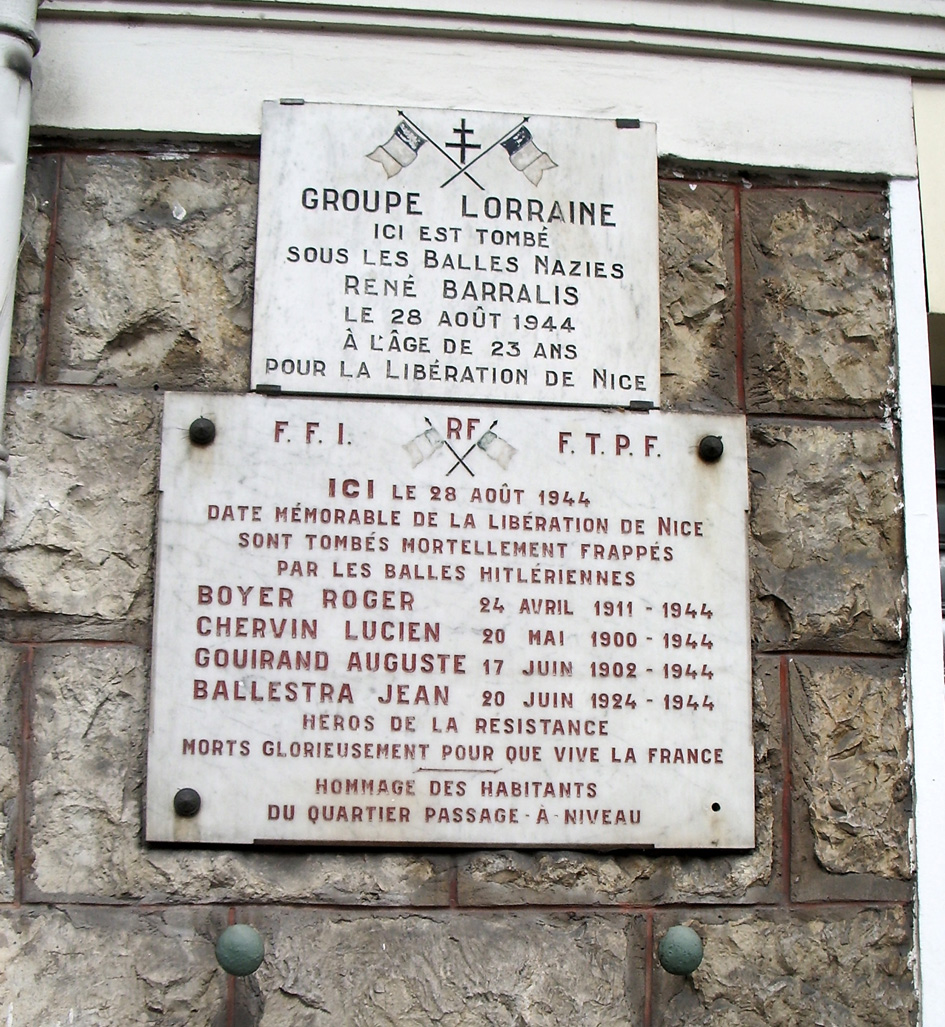
Les deux plaques commémoratives apposées au carrefour, au no 2 du boulevard de Cessole.

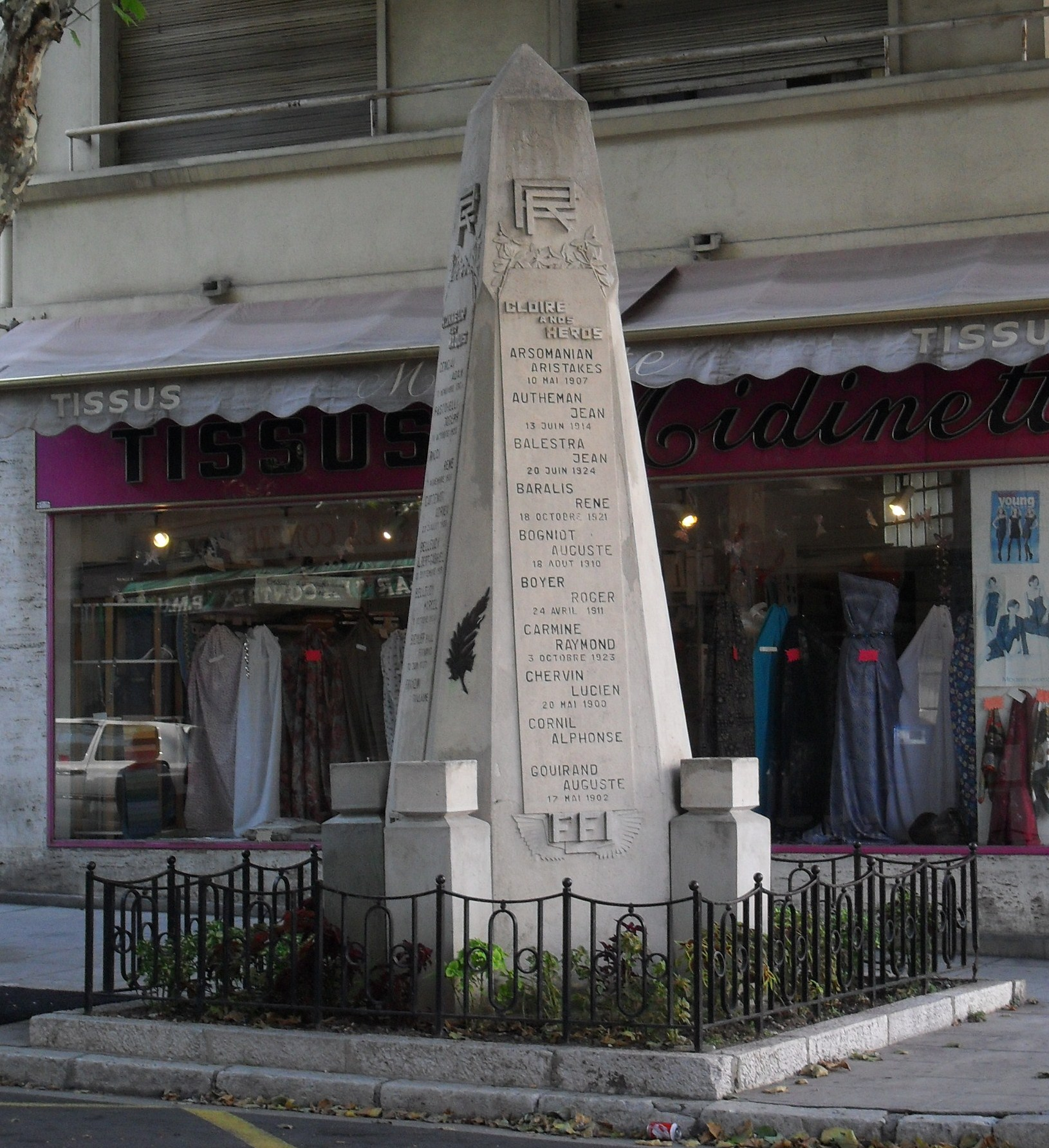
Cénotaphe de la Libération de Nice

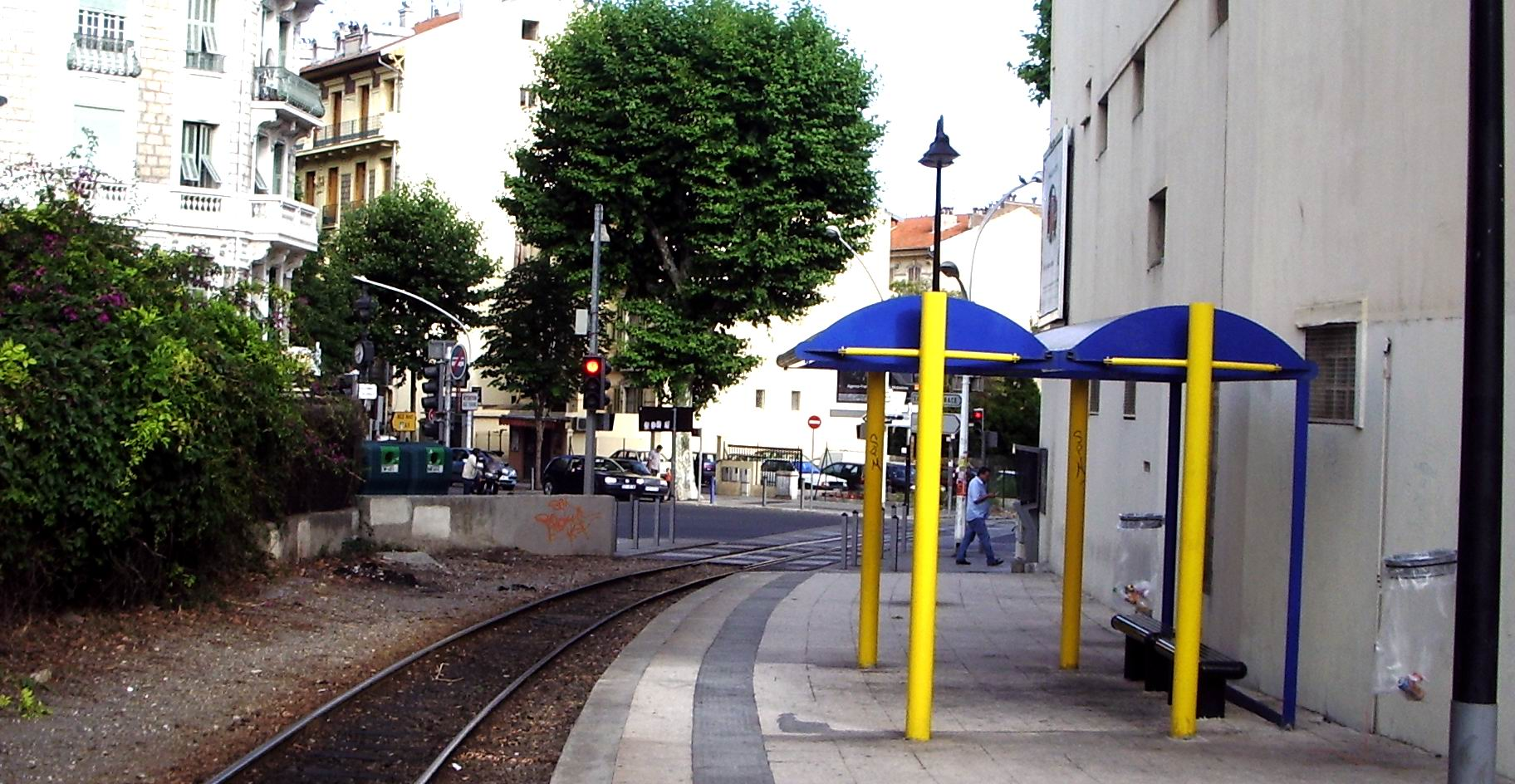
La voie ferrée traversant le carrefour du 28-Août.

À Nice, dès le 25 août 1944, le couvre-feu et la loi martiale sont instaurés.
Le dimanche 27 août, les hommes de l’État-major FTPF (Francs Tireurs et Partisans français), et FFI (Forces françaises de l’intérieur) réunis au Palais Stella, 20 boulevard de Cessole, décidaient que le combat libérateur commencerait le lendemain matin à 6 h 00.
 Une plaque commémorative est apposée sur l'immeuble pour rappeler cette réunion.
Cette date n’était sans doute pas fortuite. Le choix de précéder les Alliés dans les combats permettait de démontrer la capacité des Français à se libérer tout seuls, mais aussi d’éviter, entre les Allemands et les Américains, des échanges d’artilleries meurtriers pour la population civile et le patrimoine architectural niçois.

## Le Jour J
Dès l’aube, un groupe de dix hommes, sous la responsabilité de Fortuné Leonardi, occupait le carrefour, armé de 7 mitraillettes, de 2 pistolets Colt, de 15 grenades défensives et offensives. Il s'agit du groupe 6 des FTPF, retranché au Passage à Niveau, dans une excavation de la chaussée. Ils sont soutenus par un groupe Combat (Résistance) commandé par "Paul" Cavenago.
À 7 heures du matin, une première embuscade permettait aux patriotes de récupérer deux mitrailleuses lourdes dans la remorque d’un camion allemand patrouillant boulevard Joseph Garnier. De ce premier affrontement, les F.T.P.F. Auguste Gouirand et Lucien Chervin, touchés mortellement, sont évacués à la clinique rue Mantéga et décèdent dans la journée. Aussitôt, en travers du carrefour, les hommes du passage à niveau construisaient une solide barricade formée de traverses de chemin de fer prélevées dans la gare de train toute proche, puis ils mirent en batterie une des deux mitrailleuses de façon à prendre en enfilade le boulevard Joseph Garnier et le boulevard Gambetta, alors qu'un Ffi muni d'un porte-voix demandait, haut et fort, aux habitants du quartier de ne pas sortir de chez eux.
La riposte ne se fit pas attendre. Les Allemands, informés de ce début d’insurrection, commencèrent à tirer des salves d’obus depuis la colline de Gairaut, au-dessus de Nice-nord. Et en quelques instants, ce fut une véritable pluie d’obus de mortier qui s’abattit sur le quartier et le carrefour, tuant les F.T.P.F. Roger Boyer et René Barralis. Les projectiles cessèrent de tomber vers 9 h.
L’accalmie resta de courte durée. Vers 10 heures, un agent de liaison vint prévenir le groupe qu’une colonne remontait, à vive allure, le boulevard Gambetta, faisant feu sur tous ceux qui bougeaient. La colonne allemande souhaitait, sans aucun doute, récupérer la mitrailleuse et ce carrefour stratégique. La menace se confirma rapidement. À peine arrivée à portée de tir, une fusillade éclata de toutes parts, bruyante, rapide et meurtrière.
 Sur la barricade, la mitrailleuse servie par Hanossian et Jean Ballestra, répondait avec précision aux MP40 des assaillants, et visait en priorité les chauffeurs du convoi. Les véhicules touchés venaient finir leur course, tout fumants, sur les herses de la barricade. Devant cette féroce résistance, beaucoup d'Allemands étaient faits prisonniers ou couvraient leur fuite à pied en se cachant derrière les platanes du boulevard. Le F.T.P.F. Alphonse Cornil, en position avancée, est tué au niveau du 128 boulevard Gambetta. Après les durs combats de la matinée, on comptait de nombreux blessés et six patriotes morts.
Durant la soirée, et un peu partout en ville, les Allemands commençaient à se rendre et à fuir hors de la ville. Et 24 heures après le début de l’insurrection, Nice était une ville libre.

## Bilan
Les combats du passage à niveau se soldaient par de nombreux blessés de part et d’autre, et la mort de neuf patriotes français.
À un des angles du carrefour, deux plaques commémoratives, inaugurées le 28 août 1945, rappellent le sacrifice de six résistants, soldats sans uniforme, tombés à cet endroit :
- René Barralis, né en 1921 à Nice, sous-lieutenant FFI, habitait rue Palermo, sans emploi et célibataire.
- Jean Ballestra, né en 1924 à Nice, le cadet du groupe, mort dans sa vingtième année, demeurait chez ses parents avenue de Pessicart, cheminot à la SNCF et célibataire.
- Roger Boyer, né en 1911 à Méailles, habitait avenue St-Barthelemy, peintre en bâtiment et marié.
- Lucien Chervin, né en 1900 à Paris, résidait avenue Montclar, teinturier et marié.
- Alphonse Cornil[5], né en 1879 en Belgique, habitait rue Saint-Joseph, manœuvre et marié.
- Auguste Gouirand, né en 1902 à Nice, demeurait rue Montplaisir, épicier à la cité marchande et marié.

Quatre autres Résistants sont également décédés dans les combats autour du passage à niveau :
- Arisdakesse Arzoumanian,
- Jean Autheman,
- Raymond Carmine,
- Auguste Bogniot.

Il est à noter que le FTPF Eugène Alentchenko combat au passage à niveau le matin du 28 août 1944 avant d'être envoyé en mission auprès du groupe Mignon (G.F.R. - C.F.L.N.). Il combat aux côtés des résistants du groupe et est tué vers seize heures sur le toit d'un immeuble de la rue Defly alors qu'il tire sur les Allemands (quartier Carabacel) ,.
Les FFI du passage à niveau ont fait quarante prisonniers, gardés dans un garage de la rue George Doublet ; ils ont capturé cinq camions ainsi que des remorques, des voitures et camionnettes, des mitrailleuses et armes diverses, des munitions en quantité.
Les récits de ces journées mentionnent d’autres combattants, agents de liaison, secouristes et brancardiers parmi lesquels : Varo Simone, Paro, Catala Rose et Germain, Giovannini Jeanne, Reynis Elisabeth, Hanossian, Leonardi Fortuné, Druard Marc, Tobia Charles, Gaglio Osfolo, Gagliardi, Giletta, Hache, Roncaglia César, Boet Fréderic, Benci Joseph, Cravero Jean, Rossetti Armand, Ricci Mario, Mandrille Noël, Franzini Roger, Barale Lucien, Pastorelli Albert, Squarta Bernard, Rival Rémy, Bigotti Felix, Perlet et Godail Georges... D'autres acteurs de la libération de Nice ont souhaité rester dans l'anonymat.